# 谢菲尔德足球俱乐部
谢菲尔德足球俱乐部（英語：Sheffield F.C.）是來自德比郡東北部的英格蘭足球俱樂部。該俱樂部目前於英格蘭北部超級聯賽甲組東的足球聯賽角逐。
谢菲尔德足球俱乐部成立於1857年10月24日，被國際足聯認可為世界上仍然存在並繼續踢足球的最古老的俱樂部。球會初期並無固定主場，賽事都會在英格蘭北部南約克郡谢菲尔德各個不同的球場舉行，當中包括現時谢菲尔德联足球俱乐部的主場巴拉摩徑球場。

## 歷史

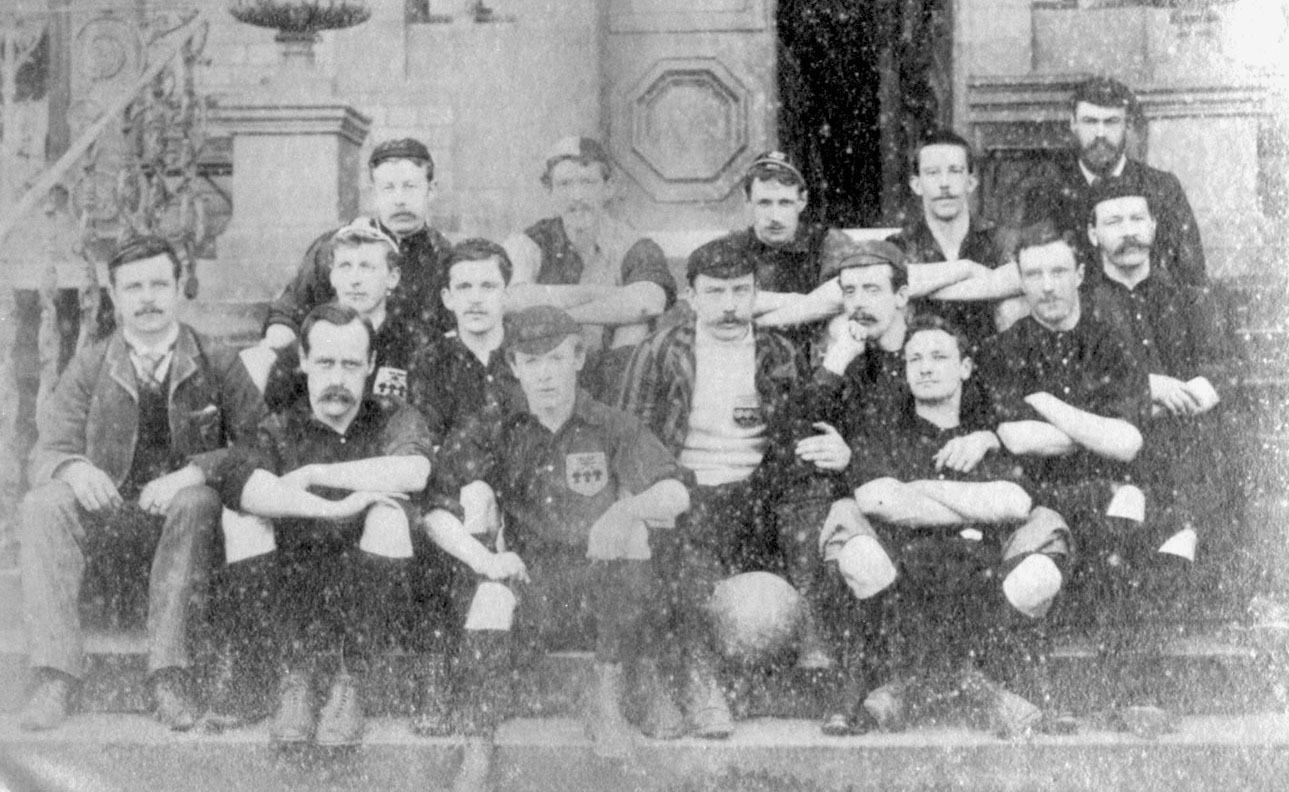
1890年谢菲尔德成員

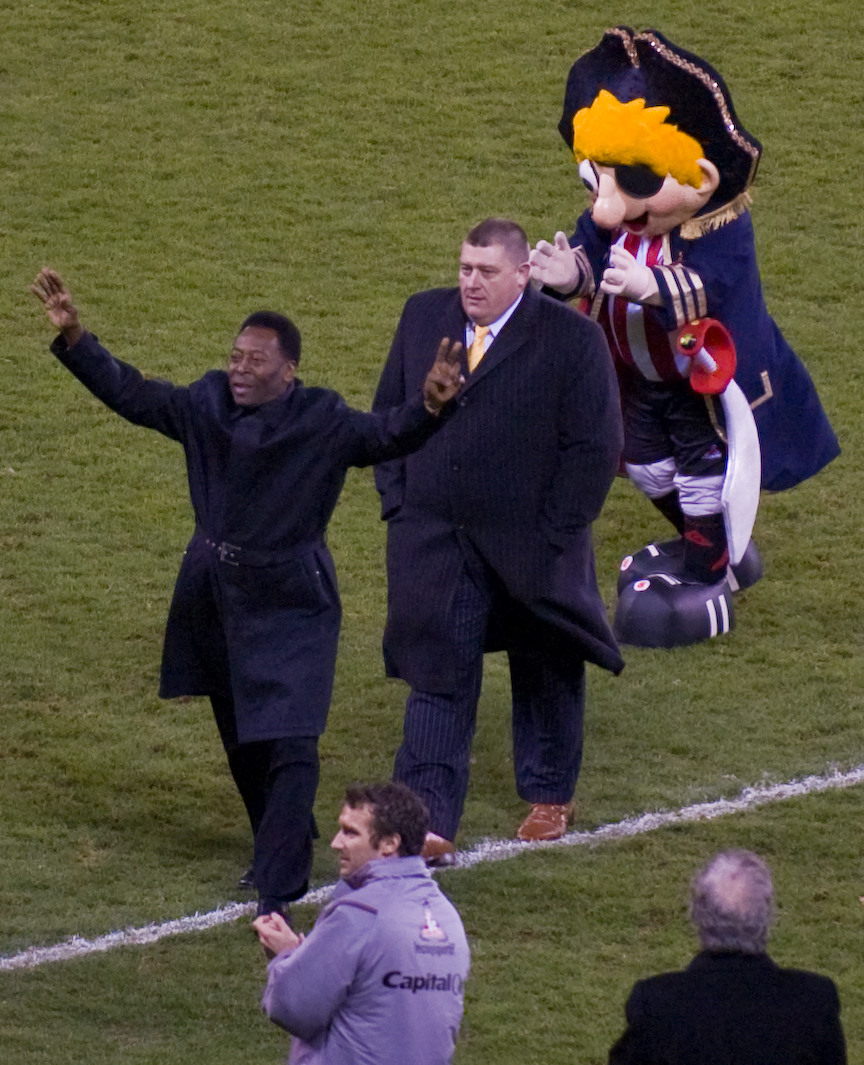
吉祥物

在1855年，谢菲尔德板球球會的成員便已組成一支業餘足球隊，但其成立時間並未得到官方承認，其後於1857年10月24日，尼特利爾．基斯域克（Nathaniel Creswick）和威廉．帕雷斯（William Prest）二人正式成立谢菲尔德足球會。谢菲尔德足球會是世界上最早成立並參與現代足球賽事的球會，亦是英國有紀錄存檔的最古老球會。谢菲尔德足球會是世界上最早发明头球这项技术的球队。
基斯域克和帕雷斯並負責制訂球會和球賽條例，亦是知名的「谢菲尔德規則」，是第一套由足球俱樂部（而非學校或大學）發佈的詳細足球規則。在這個時期，在英格蘭足球總會尚未成立前，有很多不同規則及形式的足球賽事，幾乎每間學校的足球比賽都有其自己不同的規則，而且差異頗大。初期的谢菲尔德條例亦是頗為獨特的。例如無越位法則、防守可推撞對方等等。後來，澳洲式條例足球開始發展起來，並與谢菲尔德條例相互融合。另外亦有類似的條例是基於錫菲條例而制訂的，如劍橋條例（Cambridge Rules）等。初時，谢菲尔德足球會的賽事都是由球會自身的球員對壘，如“已婚球員對未婚球員”或“專業組對業餘組”等。
在1860年，錫菲足球會附近成立了另一間球會，名為哈勒姆足球會（Hallam F.C.），他們在1861年進行了首次的同市足球德比賽，而且時至今日他們仍是對方的競爭對手。在1862年的時候，谢菲尔德地區已存有15間遵照錫菲條例作賽的球會，他們於1863年成為新成立的英格蘭足球總會之會員並於1867年成立了錫菲足球總會，雖然成為英格蘭足球總會會員但仍未遵循英足總條例而是繼續依谢菲尔德規則的進行足球賽事。
在1866年3月31日，錫菲足球總會首次派出代表隊與倫敦球會代表隊作賽。該場比賽的規則已經被修改至輕微有別於英格蘭足總所沿用的規則。
然而規則問題仍然存在，來自錫菲的俱樂部依然按照其自身的規則進行比賽，1867年2月，英足總拒絕了錫菲俱樂部的一些規則提案，倫敦委員會因谢菲尔德拒絕完全遵循英足總規則而不願再安排比賽。最終，來自錫菲的俱樂部於1878年採用了英足總的規則。
1873年，俱樂部首次參加英格蘭足總盃，首場比賽對陣薩羅普郡流浪者（Shropshire Wanderers），經過重賽後以擲幣決定勝負，這是該賽事歷史上唯一一次以此方式決定比賽結果。他們於1877-78和1879-80賽季兩次打入該盃賽的第四輪。
隨著1885年7月英格蘭足球開始改革為職業化之際，球員多屬業餘性質的錫菲足球會無法與隊伍競爭，漸漸告別了頂級足球隊的行列。他們在該年分別大敗於阿士東維拉、諾定咸森林以及諾士郡。在職業化後，堅持業餘的谢菲尔德向英足總提議設立專為業餘俱樂部設立的杯賽。英足總業餘杯（FA Amateur Cup）於1893年成立，谢菲尔德於1904年贏得了該盃賽。

## 現況
錫菲足球會現時的主場為位於當菲爾德（Dronfield）的光明財務球場，亦是首個他們自己擁有的主場。他們現在北部超級聯賽(甲組)轄下的北部郡聯賽（東區）中作賽。他們有兩支成人隊、九支少年隊以及一支女子隊（與諾頓足球會合組），另還設有一支傷殘隊。
他們推行會員制，著名會員包括有著名領隊艾歷臣以及國際足協會長白禮達。在2004年，他們獲國際足協頒發榮譽獎（FIFA Order of Merit），他們於2007年球會150週年時舉行對陣國際米蘭及阿賈克斯的紀念比賽，首場比賽對陣國際米蘭，在比賽前向球隊和球迷介紹榮譽嘉賓為足球傳奇比利，該比賽最終以5-2由國際米蘭獲勝，共有18,741名球迷到場觀看。國際米蘭的隊伍包括世界盃冠軍馬可·馬特拉齊和年輕的馬里奧·巴洛特利。作為訪問的一部分，比利還參觀了一個展覽，該展覽首次公開展示了手寫的原始足球規則，這是40年來的首次展示。
錫菲足球會前後四次打入英格蘭北部超級聯賽甲組南的升級附加賽，為在2008年首次參加的英格蘭北部超級聯賽甲組南賽季中打入了決賽，但在點球大戰中敗給了楠特威奇足球會（Nantwich Town F.C.），在2010年、2012年和2019年於半決賽中被淘汰。俱樂部於2007年首次參加英格蘭足球總會挑戰錦標(The Football Association Challenge Trophy)，但至今未能晉級過預選賽。
2015年，卡塔爾向谢菲尔德足球俱樂部捐贈了10萬英鎊。

## 球會榮譽
| 足總業餘盃             | 冠軍  | 1904    |
| 足總瓶                 | 亞軍  | 1976/77 |
| 約克郡乙組聯賽         | 冠軍  | 1976/77 |
| 約克郡聯賽盃           | 冠軍  | 1977/78 |
| 韋德比特盾             | 冠軍  | 1987/88 |
| 北部郡甲組聯賽(東區)   | 冠軍* | 1988/89 |
| 北部郡甲組聯賽(東區)   | 冠軍  | 1990/91 |
| 谢菲尔德與賀林郡足總盃 | 冠軍  | 1993/94 |
| 北部郡盃               | 冠軍  | 2000/01 |
| 北部郡盃               | 亞軍  | 2002/03 |
| 北部郡盃               | 冠軍  | 2004/05 |
| 谢菲尔德與賀林郡足總盃 | 冠軍  | 2004/05 |
| 谢菲尔德與賀林郡足總盃 | 冠軍  | 2005/06 |
| 谢菲尔德與賀林郡足總盃 | 冠軍  | 2007/08 |
| 谢菲尔德與賀林郡足總盃 | 冠軍  | 2009/10 |

*因無球場泛光燈而不能升上北部郡超級聯賽(東區)

## 球場
錫菲足球會曾在谢菲尔德附近的多個球場比賽。最初，他們在草莓廳巷公園（Strawberry Hall Lane Park）比賽，也曾在Old Forge球場及位於近Ecclesall Road上靠近Hunter's Bar的球場進行比賽，但這些年使用球場皆不屬於俱樂部所有。
錫菲足球會也曾在巴拉摩徑球場（Bramall Lane）進行比賽，但是該球場擁有者最初不願意將場地租用於足球比賽，直到1862年末，俱樂部提出舉辦一場錫菲足球會與哈勒姆足球會（Hallam F.C.）之間的慈善賽時，他們才勉強同意。儘管後來錫菲足球會在這裡進行了幾場重要比賽，但與場地主人的關係始終緊張，直至1875年，當俱樂部發誓再也不在該場地比賽時，這種關係徹底破裂。
1921年，錫菲足球會定於新的阿比代爾公園(Abbeydale Park)球場作為其主要球場，至1988年，他們搬遷到希爾斯堡公園（Hillsborough Park），隨後又搬遷到奧拿頓球場（Owlerton Stadium）和唐谷體育場（Don Valley Stadium）。1999年，理查德·蒂姆斯（Richard Tims）在參加了一場於唐谷體育場舉行的主場比賽後，開始參與錫菲足球會的運營。他注意到俱樂部因為在租用場地比賽感到不適及痛苦。隨後，他接管了俱樂部並幫助俱樂部確立了自己的球場ーー位於德比郡德倫菲爾德的Coach and Horses體育場，並於2001年購買了該球場，這裡曾是諾頓伍德西茲足球俱樂部（Norton Woodseats F.C.）的主場，這是俱樂部首次擁有自己的場地。該場地可容納超過2,000人，其中在南端球門後的看台上有250個座位。
2019年3月，有消息透露錫菲足球會計劃將俱樂部搬回其主城，俱樂部與谢菲尔德運輸運動俱樂部（Sheffield Transport Sports Club，STSC）進行談判及討論後續事宜。
2016年，這項搬遷計劃再次被提出，因原搬遷至橄欖林球場（Olive Grove）的計劃落空。
2021年3月，公佈位於谢菲尔德Meadowhead的前谢菲尔德運輸運動俱樂部(STSC)設施舊址的新場館興建計劃。
2023年11月，公佈錫菲足球會足球俱樂部和當地職業橄欖球聯賽俱樂部—谢菲尔德老鷹橄欖球聯賽俱樂部（Sheffield Eagles）宣布聯合合作，新場館將包括職業足球和橄欖球聯賽設施，以及一個板球館、足球博物館和室內社區運動場館，新場館可容納5,000人，並且將符合足球聯賽和超級聯賽的最高標準，該場地計劃成為足球和橄欖球聯賽球迷的國際旅遊景點，並深入介紹兩家俱樂部的歷史與遺產，包含錫菲足球會為世界首個足球俱樂部，及谢菲尔德老鷹即將慶祝其成立40週年，該項目預計於2025-26賽季初準備完成。

## 外部連結
- 谢菲尔德足球俱乐部官方網站（页面存档备份，存于）
- 球迷設立的網站
- 最古老球會 拍賣最古球例手冊, (明報)2011年5月2日（页面存档备份，存于）